# The Good Fight (série télévisée)
Pour l’article homonyme, voir The Good Fight.
The Good Wife
The Good Fight ou Une lutte exemplaire (au Québec), est une série télévisée américaine en soixante épisodes d'environ 50 minutes créée par Robert et Michelle King et diffusée entre le 19 février 2017 et le 10 novembre 2022 sur le service de streaming en ligne CBS All Access (devenu Paramount+) et au Canada à la télévision sur W Network. Afin de promouvoir la série, le premier épisode a été diffusé sur le réseau CBS et en simultané sur Global.
En France, la série est diffusée depuis le 14 décembre 2017 sur la plateforme Amazon Video et depuis le 6 septembre 2020 sur Téva, et au Québec, depuis le 22 février 2018 sur Séries+. Elle est diffusée en intégralité sur Disney+ Suisse depuis le 2 mars 2022. Elle reste inédite dans les autres pays francophones.
Elle constitue à la fois une suite et une série dérivée de la série The Good Wife.

## Synopsis
Un an après la finale de The Good Wife, une énorme escroquerie financière détruit la réputation de la jeune avocate Maïa Rindell dont le père est directement impliqué dans cette affaire, et anéantit les économies de son mentor, Diane Lockhart. Les deux femmes quittent Lockhart, Deckler, Gussman, Lee, Lyman, Gilbert-Lurie, Kagan, Tannebaum et associés pour rejoindre Reddick, Boseman et Kolstad, dirigé par des associés afro-américains. Le cabinet se distingue en s'attaquant à des affaires de brutalité policière dans l'Illinois. Au cours de la saison deux, Diane devient partenaire et le cabinet prend le nom de Reddick, Boseman & Lockhart.

## Distribution

### Acteurs principaux
- Christine Baranski (VF : Pauline Larrieu) : Diane Lockhart
- Sarah Steele (VF : Jessica Monceau) : Marissa Gold
- Cush Jumbo (VF : Anne Mathot) : Lucca Quinn (saisons 1 à 4, invité saison 5)
- Delroy Lindo (VF : Thierry Desroses) : Adrian Boseman (saisons 1 à 4, invité saison 5)[4]
- Rose Leslie (VF : Karine Foviau) : Maia Rindell (saisons 1 à 3)
- Justin Bartha (VF : Alexandre Gillet) : Colin Morrello[5] (saisons 1 et 2)
- Erica Tazel (VF : Sophie Riffont) : Barbara Kolstad[6] (saison 1, invitée saison 2)
- Nyambi Nyambi (en) (VF : Eilias Changuel) : Jay Dipersia[7] (récurrent saison 1, principal depuis la saison 2)
- Michael Boatman (VF : Olivier Destrez) : Julius Cain (récurrent saison 1, principal depuis la saison 2)
- Audra McDonald (VF : Odile Schmitt puis Daria Levannier) : Liz Lawrence (depuis la saison 2)
- Zach Grenier (VF : Denis Boileau) : David Lee[8] (saisons 4 et 5, invité pilote et saison 6)
- Charmaine Bingwa (en) (VF : Fily Keita) : Carmen Moyo (depuis la saison 5)
- Mandy Patinkin (VF : Michel Papineschi) : Hall Wackner (saison 5)
- John Slattery (VF : Mathieu Rivolier) : Lyle Bettencourt (saison 6)
- Andre Braugher : Ri'Chard Lane (saison 6)

Photos d'une partie des acteurs principaux
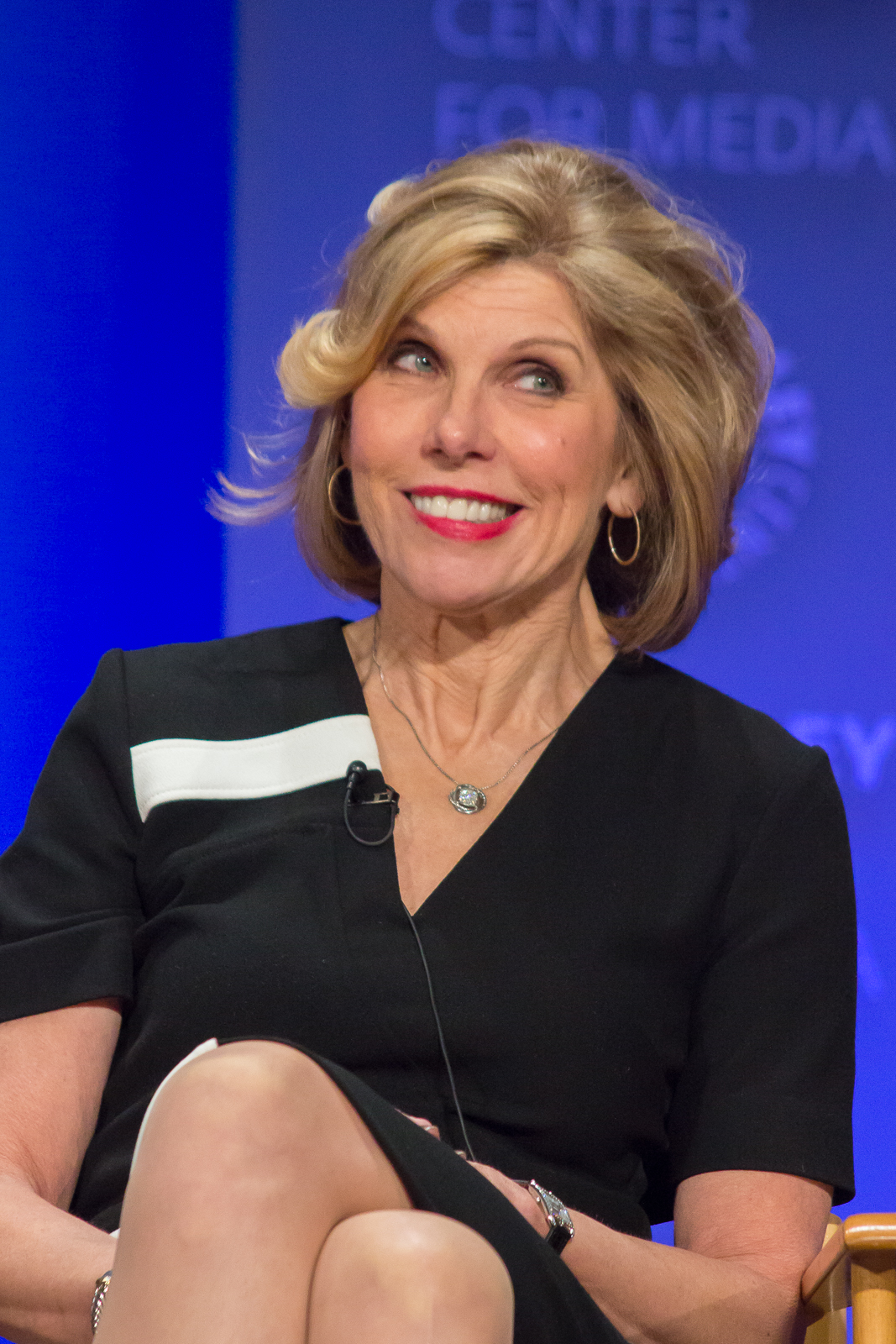
Christine Baranski interprète de Diane Lockhart.
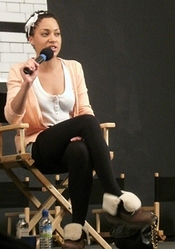
Cush Jumbo interprète de Lucca Quinn
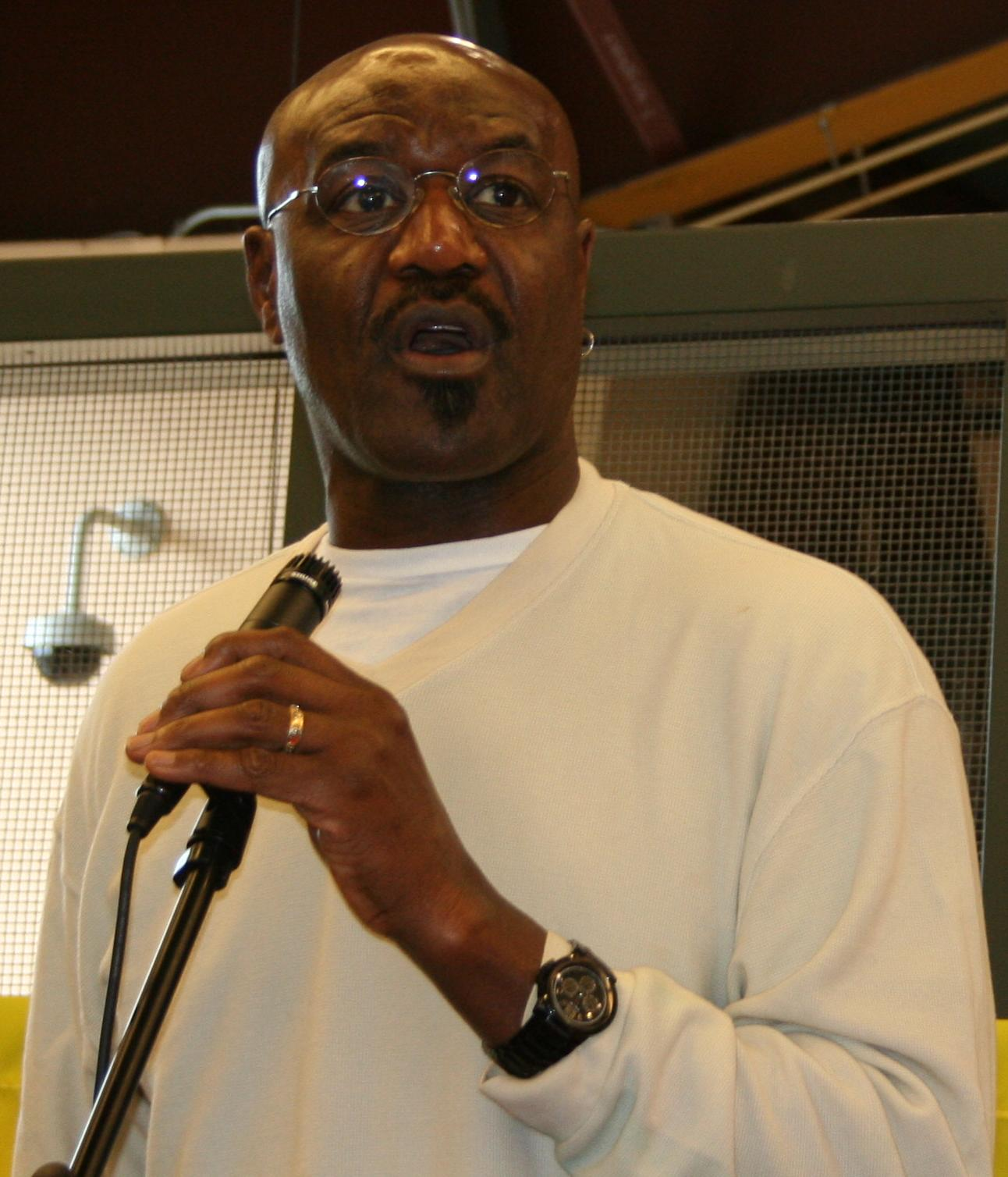
Delroy Lindo interprète d'Adrian Boseman
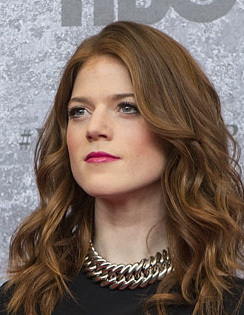
Rose Leslie interprète Maia Rindell.
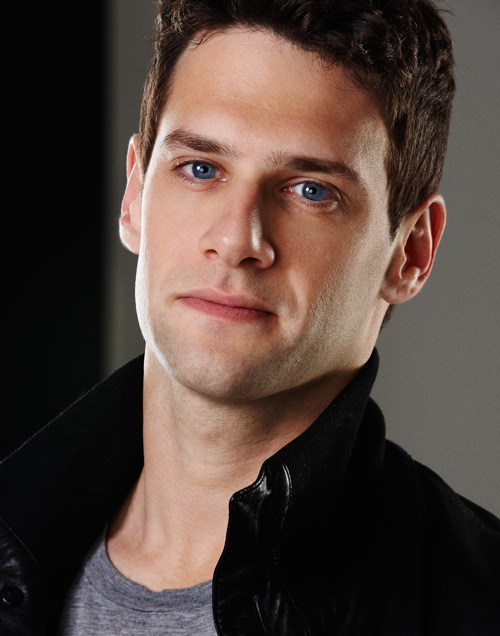
Justin Bartha interprète Colin Morrello.
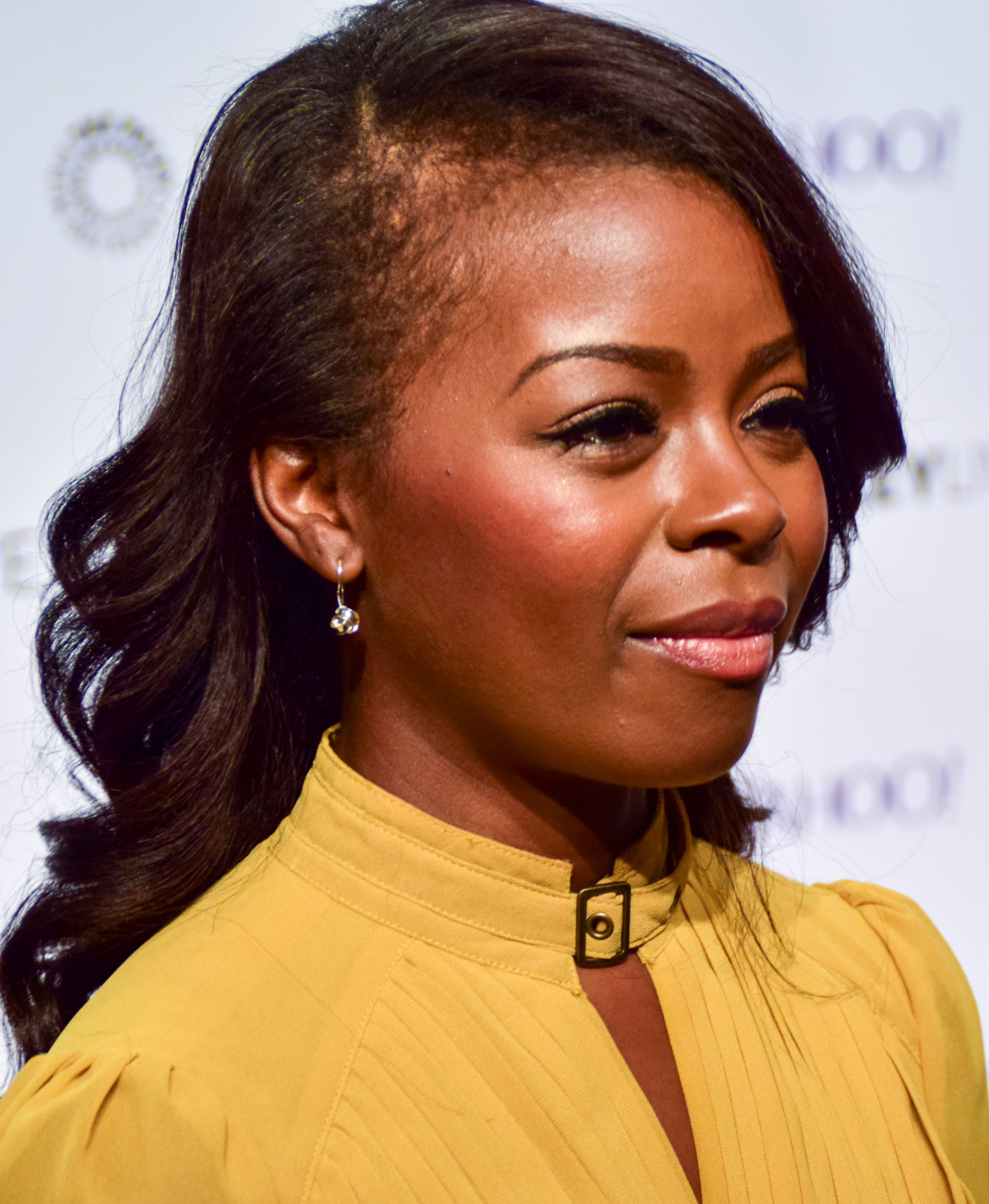
Erica Tazel interprète Barbara Kolstad.
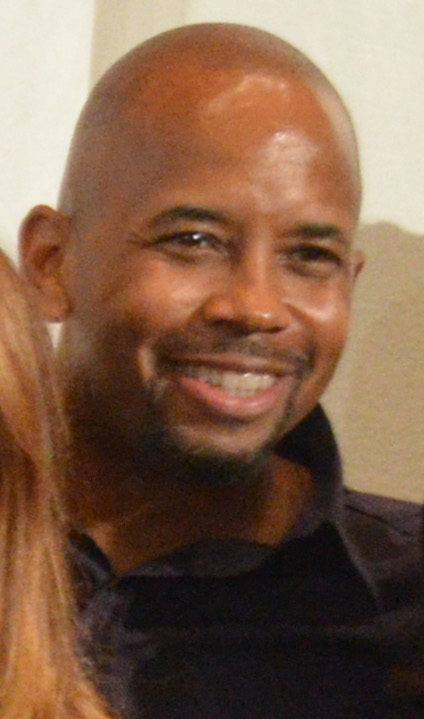
Michael Boatman interprète Julius Cain.
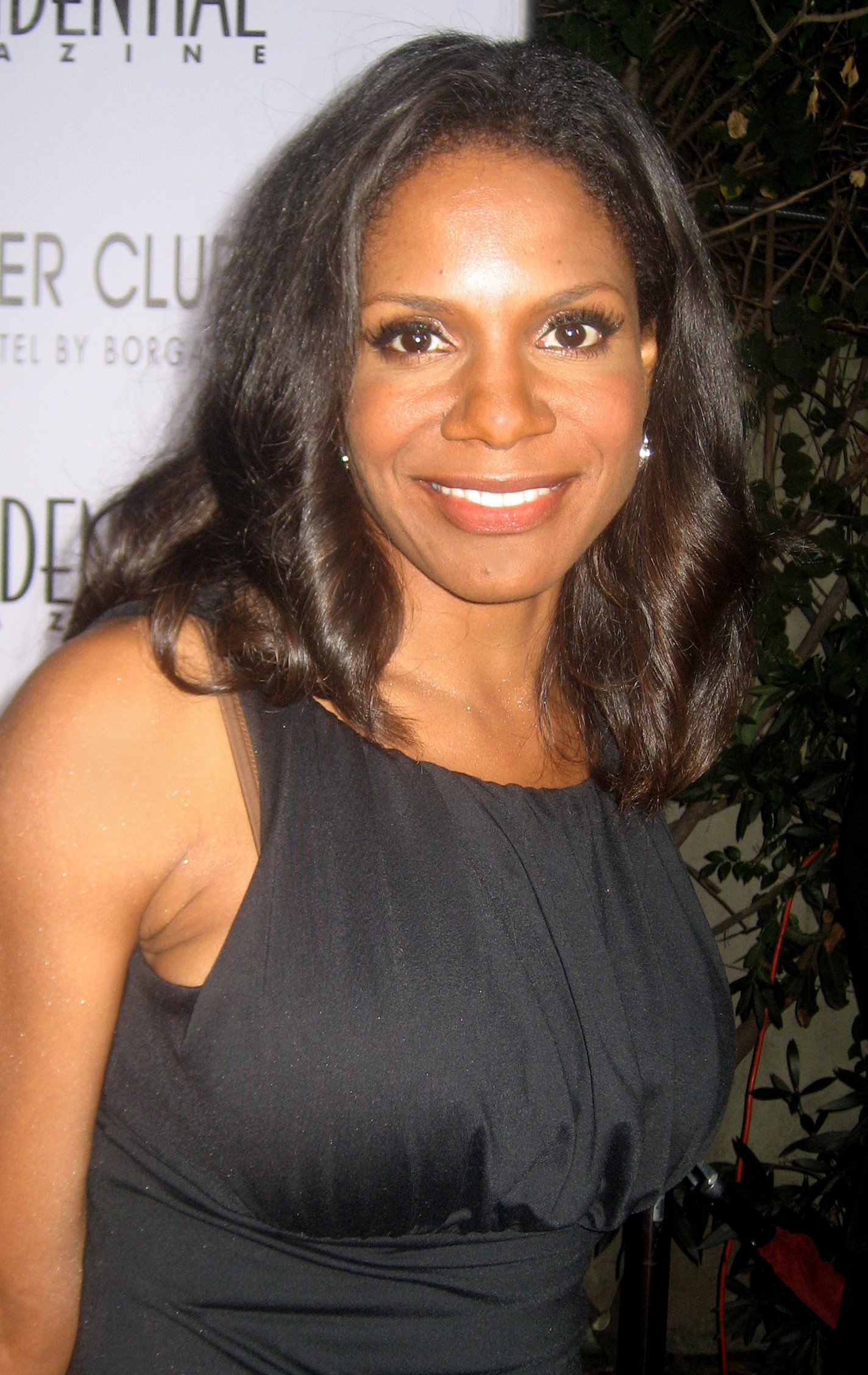
Audra McDonald interprète Liz Lawrence.
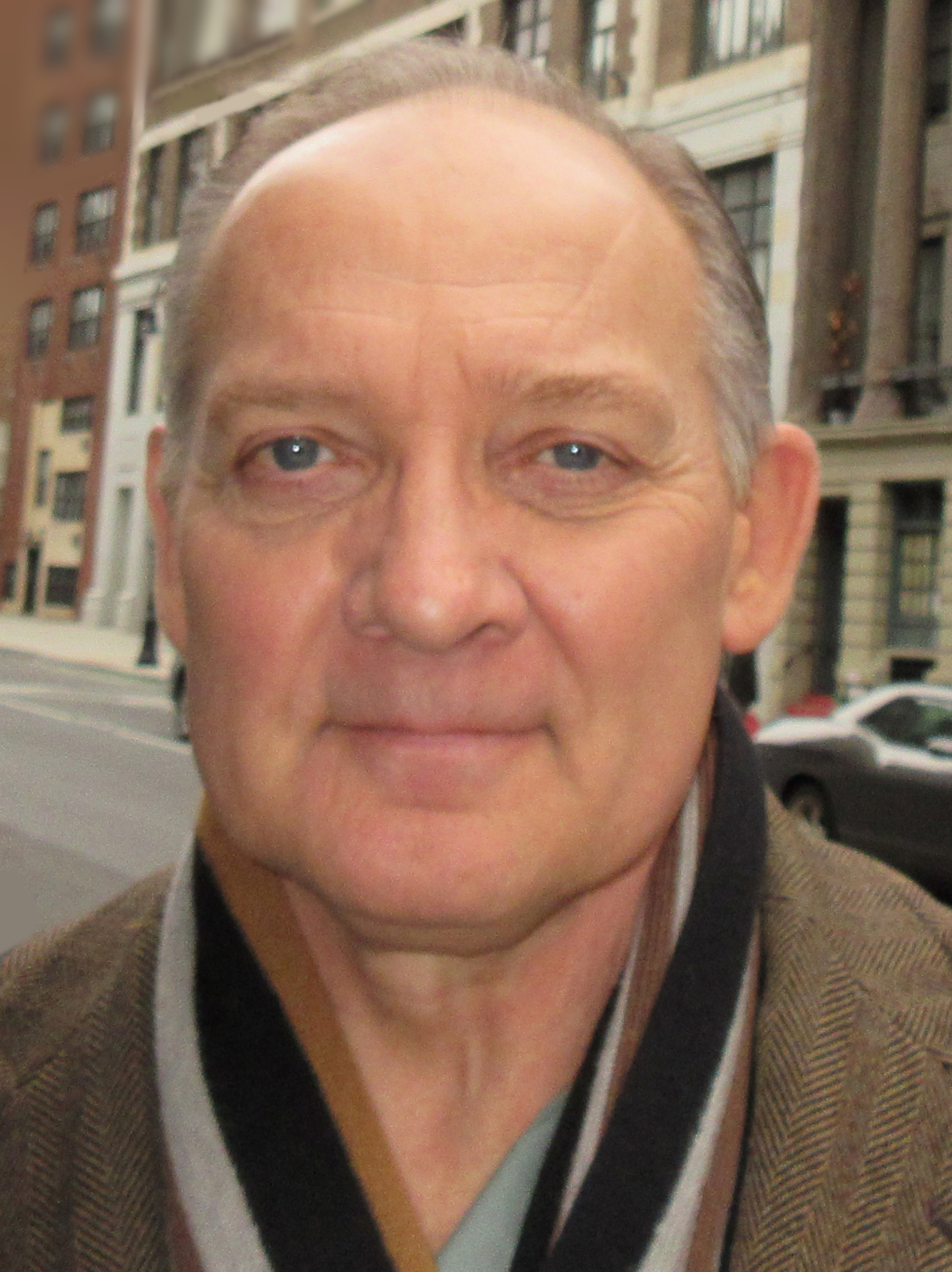
Zach Grenier interprète de David Lee

### Acteurs récurrents et invités
- Gary Cole (VF : Patrick Poivey[note 1] puis Philippe Vincent[note 2]) : Kurt McVeigh (depuis saison 1)
- Jane Lynch (VF : Emmanuèle Bondeville) : Madeline Starkey (saisons 1, 2 et 5)
- Carrie Preston (VF : Véronique Alycia) : Elsbeth Tascioni[9] (saisons 1, 2 et 6)
- Denis O'Hare (VF : Nicolas Marié) : Charles Abernathy (saisons 1, 2 et 5)
- Becky Ann Baker : Alma Hoff (saisons 1, 2 et 6)
- Andrea Martin (VF : Marie Lenoir) : Francesca Lovatelli (saisons 1 à 3)
- Paul Guilfoyle (VF : François Dunoyer) : Henry Rindell (saisons 1 et 2)
- Bernadette Peters (VF : Céline Monsarrat) : Lenore Rindell (saisons 1 et 2)
- Heléne Yorke (VF : Ingrid Donnadieu) : Amy Breslin[10] (saisons 1 et 2)
- Jerry Adler (VF : Michel Ruhl) : Howard Lyman[11] (saisons 1 et 2)
- Dylan Baker (VF : Patrick Osmond) : Colin Sweeney (saisons 1 et 2)
- Christine Lahti (VF : Josiane Pinson) : Andrea Stevens (saisons 1 et 2)
- Greta Lee (VF : Geneviève Doang) : Amber Wood-Lutz (saisons 1 et 2)
- Fisher Stevens (VF : Gérard Darier) : Gabriel Kovac (saisons 1 et 2)
- Peter Gerety (VF : Richard Leblond[note 3] puis Patrick Préjean[note 4]) : le juge Timothy Stanek (saisons 1 et 2)
- John Benjamin Hickey (VF : Lionel Tua) : Neil Gross (saisons 1 et 6)
- Frankie Faison (VF : Saïd Amadis) : Jeremiah Easton (saison 1)
- Jason Biggs (VF : Cédric Dumond) : Dylan Stack (saison 1)
- Ron Canada (en) (VF : Saïd Amadis) : Andrew Hart (saison 1)
- Louis Gossett Jr. (VF : Benoît Allemane) : Carl Reddick (saison 1)
- Chalia La Tour (VF : Vanessa Van-Geneugden) : Yesha Mancini (saison 1)
- Matthew Perry (VF : Emmanuel Curtil) : Mike Kresteva (saison 1)
- Kevin Pollak : le juge Kyle Gallo (saison 1)
- Mike Pniewski (VF : Serge Blumenthal) : Frank Landau, directeur du comité démocrate (saison 2 à 6)
- Wallace Shawn (VF : Patrice Dozier) : Charles Lester (saison 2, 5 et 6)
- Mamie Gummer (VF : Dorothée Pousséo) : Nancy Crozier (saison 2 et 5)
- Margo Martindale (VF : Coco Noël) : Ruth Eastman (saison 2 et 5)
- Bebe Neuwirth (VF : Véronique Augereau) : La Juge Claudia Friend (saison 2 et 5)
- Rob Reiner (VF : Michel Voletti) : Le juge Josh Brickner (saison 2 et 4)
- Mike Colter (VF : Bruno Henry) : Lemon Bishop (saison 2 et 3)
- Keesha Sharp (VF : Maïté Monceau) : Naomi Nivola (saison 2 et 3)
- Kurt Fuller (VF : Michel Prud'homme) : le juge Peter Dunaway (saison 2 et 3)
- Alan Alda (VF : Jean-Pierre Leroux) : Solomon Waltzer (saison 2 et 3)
- F. Murray Abraham (VF : Gérard Dessalles) : Burl Preston (saison 2)
- Richard Masur (VF : Sylvain Lemarié) : Geoffrey Solomon (saison 2)
- Tim Matheson (VF : Michel Laroussi) : Tully Nelson (saison 2)
- Terry Serpico (VF : Renaud Marx) : Officier Vince Torino (saison 2)
- Kevin McNally (VF : Philippe Catoire) : Franz Mendelssohn (saison 2)
- Matt Walsh (VF : Jean-François Aupied) : Le juge Oliver Walenstadt (saison 2)
- Richard Kind : le juge Alan Davies (saisons 3 et 6)
- Michael Sheen (VF : Boris Rehlinger) : le procureur Roland Blum (saison 3)
- Tamberla Perry (VF : Claire Morin) : juge Charlotte Hazlewood[12] (depuis saison 3)
- Chris Butler : Matan Brody (saison 3)
- John Glover (VF : Edgar Givry) : Jared Andrews (saison 3)
- Michael Urie : Stephen Dinovera[13] (saison 3, épisode 3)
- Lauren Patten (VF : Caroline Pascal) : Polly Dean (saison 3)
- Kate Shindle (VF : Patricia Marmoras) : Rachelle Max (saison 3)
- Hugh Dancy : Caleb[14] (saison 4 et 5)
- Michael J. Fox (VF : Luq Hamet) : Louis Canning[15] (saison 4)
- Stephen Lang (VF : Jean-Bernard Guillard) : David Cord (saison 5)
- Tony Plana (VF : Enrique Carballido) : Oscar Rivi (saison 5 et 6)
- Wayne Brady (VF : Rody Benghezala) : Del Cooper (saison 5 et 6)
- Ben Shenkman (VF : Vincent Bonnasseau) : Ben-Baruch (saison 6)
- Phylicia Rashad (VF : Anne Plumet) : Renetta Clark (saison 6)
- Daniel Breaker (en) : Randy Elkin (saison 6)
- Alan Cumming : Eli Gold (saison 6)
- Jennifer Ehle (VF : Anne Rondeleux) : la juge Ashley Burnett (saison 6)
- William Sadler : le juge Nilsson (saison 6)
- Greg Germann (VF : Laurent Morteau) : Edward Sandel (saison 6)
- Eric Stoltz (VF : Loïc Guingand) : le juge Meachem (saison 6)
- Thomas Middleditch : Kyle Vespertine-Kalepark (saison 6)
- Joanna Gleason : la juge Carmella Romano (saison 6)

Version française réalisée par Libra Films,, sous la direction de Catherine Le Lann et une adaptation de Lionel Deschoux, Joëlle Martrenchard, Laëtitia Morfouace, Alexa Donda et Laurence Fattelay
 Source et légende : version française (VF) sur RS Doublage et Doublage Séries Database

## Production

### Développement
En février 2016, Michelle et Robert King, interrogés sur un spin-off, ont déclaré qu'il y avait une possibilité pour une série dérivée sur The Good Wife.
En mai 2016, CBS était en négociations pour mettre en place un spin-off mettant en vedette Christine Baranski reprenant son rôle de Diane Lockhart, mais qui serait diffusé sur CBS All Access. Le spin-off a été officiellement ordonné à la série le 18 mai, avec le retour de Cush Jumbo également.
En septembre 2016, il a été confirmé que le spin-off de dix épisodes serait diffusée pour la première fois en février 2017, l'histoire reprenant un an après le dernier épisode de la série originale et voyant Diane expulsée de son entreprise après une arnaque financière impliquant son protégé. efface ses économies, ce qui l'a amenée à déménager dans l'entreprise de Lucca Quinn. La série était initialement prévue pour être diffusée en mai 2017, mais a été déplacée en février 2017 après que des retards de production aient forcé CBS à reporter la première de la nouvelle série, Star Trek: Discovery. Après des mois de spéculation, CBS a révélé le titre de la série dérivée.
Le 31 octobre 2016. Il a été annoncé que la série serait présenté en première le 19 février 2017. CBS a publié la première bande-annonce du spin-off le 18 décembre 2016, avec des images du pilote et des épisodes suivants.
Le 15 mars 2017, la série est renouvelée pour une deuxième saison, avec une augmentation du nombre d'épisodes à treize, dont la première a eu lieu le 4 mars 2018.
Le 2 mai 2018, la série est renouvelée pour une troisième saison.
La production a invité Julianna Margulies pour reprendre son rôle d'Alicia l'instant d'un épisode ou deux, mais la négociation n'a pas abouti, en raison de divergences sur le niveau de salaire.
Le 23 avril 2019, la série est renouvelée pour une quatrième saison de dix épisodes. Le 14 mai 2020, la série est renouvelée pour une cinquième saison. Il a été décidé que la quatrième saison se terminera à son septième épisode en raison de la pandémie de COVID-19.
Le 20 juillet 2021, la série est renouvelée pour une sixième saison.
À partir du final de la deuxième saison, et plus particulièrement dans la troisième, les épisodes comportent de plus en plus de segments de vidéoclips animés écrits par Jonathan Coulton et produits par Head Gear Animation, qui traitent de sujets pertinents pour l'épisode. Coulton avait été impliqué dans la série précédente des Kings, BrainDead, qui présentait des récapitulatifs musicaux exécutés par le chanteur. Les segments ont occasionné des comparaisons avec la série Schoolhouse Rock !, bien que discutant de sujets tels que le processus de destitution, les accords de non-divulgation et les trolls russes. Coulton a déclaré qu'il partageait la « sensibilité des Kings à vraiment aimer jouer avec la forme elle-même et à passer un peu à travers le quatrième mur », et a reçu une quantité relative de liberté créatrice en ce qui concerne le contenu de ces intermèdes. Cependant, CBS a demandé la suppression d'un segment d'un épisode de la saison 3 qui traitait de la censure en Chine. Le réseau a accepté l'inclusion d'une pancarte informant les téléspectateurs du contenu supprimé.

### Casting
En mai 2016, CBS était en négociations avec Christine Baranski pour reprendre son rôle de Diane Lockhart et avec Cush Jumbo pour reprendre également son rôle. Après que la série a été sélectionnée, il a été annoncé que Jumbo reprendrait son rôle de Lucca Quinn. Le site Deadline a annoncé le 17 septembre 2016 que Sarah Steele avait été ajoutée au casting, revenant sous le nom de Marissa Gold et apparaissant comme la secrétaire devenue enquêteuse de Diane Lockhart. Le 12 octobre 2016, il a été annoncé que l'ancienne star de Game of Thrones, Rose Leslie, avait été choisie pour jouer un rôle principal dans la série, le rôle de la filleule de Diane, Maia, qui rejoint l'entreprise de Diane juste après avoir passé le barreau.
Le lendemain, The Hollywood Reporter a annoncé que Delroy Lindo avait été choisi pour jouer Robert Boseman, un avocat qui commence à braconner les associés et les clients de Diane. Le prénom du personnage de Lindo a été changé en "Adrian". Deadline a rapporté le 27 octobre 2016 que la série avait ajouté Paul Guilfoyle et Bernadette Peters pour des rôles récurrents en tant que parents de Maia. Guilfoyle jouerait le père de Maia, Henry, un conseiller financier extrêmement prospère, incroyablement riche et universellement aimé. Le personnage de Peters, Lenore, a été décrit comme une femme issue d'un milieu ouvrier dur et qui est un génie financier nativement brillant. Il a été annoncé le 31 octobre 2016 que Erica Tazel avait rejoint le casting en tant que régulier de la série.
Le 7 novembre 2016, il a été annoncé que Gary Cole reprendrait son rôle de mari de Diane, Kurt McVeigh. Il a été confirmé le 11 novembre 2016 que Zach Grenier, Jerry Adler et Carrie Preston reviendraient en tant qu'étoiles invitées, reprenant leurs rôles de David Lee, Howard Lyman et Elsbeth Tascioni respectivement. Le 18 novembre 2016, il a été annoncé que Justin Bartha avait été ajouté en tant que série régulière en tant que Colin, une étoile montante dans le bureau du procureur américain et un intérêt amoureux pour Lucca. Le 1er août 2017, il a été annoncé qu'Audra McDonald avait été ajoutée au casting principal de la saison 2 en tant que Liz Lawrence, reprenant son rôle de la saison 4 de The Good Wife, et que Michael Boatman et Nyambi Nyambi avaient été promus au casting principal. Le 7 novembre 2018, il a été rapporté que Michael Sheen avait rejoint le casting principal pour la saison 3. Le 20 février 2020, Lindo a annoncé qu'il quitterait la série comme une saison suivante régulière 4. Jumbo devait également partir à la fin de la saison 4. Cependant, en raison de la saison raccourcie de COVID, la série n'a pas été en mesure de développer le scénario qui a conduit au départ de Lucca Quinn ou d'Adrian Boseman. Le 27 janvier 2021, Charmaine Bingwa a été jeté comme une nouvelle série régulière pour le cinquième saison. Le 5 mars 2021, Mandy Patinkin a rejoint la distribution pour la cinquième saison.

## Épisodes

### Première saison (2017)
1. Une maison en Provence (Inauguration)
2. Que le spectacle commence (First Week)
3. La Schtup liste (The Schtup List)
4. Droit de propriété (Henceforth Known as Property)
5. Requiem pour une diffusion (Stoppable: Requiem for an Airdate)
6. Liberté d'expression (Social Media and Its Discontents)
7. Grand Jury (Not So Grand Jury)
8. Reddick V Boseman (Reddick v Boseman)
9. Auto-accusation (Self Condemned)
10. Blackout (Chaos)

### Deuxième saison (2018)
Elle est diffusée sur la plateforme CBS All Access depuis le 4 mars 2018.
1. Jour 408 (Day 408)
2. Jour 415 (Day 415)
3. Jour 422 (Day 422)
4. Jour 429 (Day 429)
5. Jour 436 (Day 436)
6. Jour 443 (Day 443)
7. Jour 450 (Day 450)
8. Jour 457 (Day 457)
9. Jour 464 (Day 464)
10. Jour 471 (Day 471)
11. Jour 478 (Day 478)
12. Jour 485 (Day 485)
13. Jour 492 (Day 492)

### Troisième saison (2019)
Cette saison de dix épisodes est diffusée depuis le 14 mars 2019.
1. Celui qui traite des problèmes récents (The One About the Recent Troubles)
2. Celui inspiré par Roy Cohn (The One Inspired by Roy Cohn)
3. Celui où Diane rejoint la résistance (The One Where Diane Joins the Resistance)
4. Celui où Lucca devient un même (The One with Lucca Becoming a Meme)
5. Celui où un Nazi se prend un coup (The One where a Nazi Gets Punched)
6. Celui du divorce d’une célébrité (The One with the Celebrity Divorce)
7. Celui où Diane et Liz renversent la démocratie (The One Where Diane and Liz Topple Democracy)
8. Celui où Kurt sauve Diane (The One Where Kurt Saves Diane)
9. Celui où le soleil revient (The One Where the Sun Comes Out)
10. Celui sur la fin du monde (The One About the End of the World)

### Quatrième saison (2020)
Cette saison de sept épisodes est diffusée depuis le 9 avril 2020. Le tournage a été interrompu après le septième épisode en mars 2020 par la pandémie de Covid-19.
1. Le gang face à une réalité alternative (The Gang Deals with Alternate Reality)
2. Le gang veut faire respecter une assignation (The Gang Tries to Serve a Subpoena)
3. Le gang reçoit un appel des RH (The Gang Gets a Call from HR)
4. Le gang est satirisé et n’aime pas ça (The Gang is Satirized and Doesn't Like It)
5. Le gang s'en va-t'en guerre (The Gang Goes to War)
6. Le gang offense tout le monde (The Gang Offends Everyone)
7. Le gang découvre qui a tué Jeffrey Epstein (The Gang Discovers who Killed Jeffrey Epstein)

### Cinquième saison (2021)
La saison est diffusée depuis le 24 juin 2021.
1. Un peu avant… (Previously On…)
2. Il était une fois une Cour… (Once There Was a Court…)
3. Et la cour avait un clerc… (And the Court Had a Clerk…)
4. Et le clerc avait un cabinet… (And the Clerk Had a Firm…)
5. Et le cabinet avait deux associées… (And the Firm Had Two Partners…)
6. Et les deux associées se livrèrent combat… (And the Two Partners Had a Fight…)
7. Et le combat connut une trêve… (And the Fight Had a Détente…)
8. Et la trêve eut une fin… (And the Detente Had an End…)
9. Et la fin fut violente… (And the End Was Violent…)
10. Et la violence explosa... (And the Violence Spread...)

### Sixième saison (2022)
Cette dernière saison de dix épisodes a été diffusée du 8 septembre au 10 novembre 2022.
1. Le début de la fin (The Beginning of the End)
2. La fin du trac (The End of the Yips)
3. La fin du Football (The End of Football)
4. La fin d'Eli Gold (The End of Eli Gold)
5. La fin de Ginni (The End of Ginni)
6. La fin d'un samedi (The End of a Saturday)
7. La fin de STR Laurie (The End of STR Laurie)
8. La fin des jeux (The End of Playing Games)
9. La fin de la démocratie (The End of Democracy)
10. La fin de tout (The End of Everything)

## Accueil

### Réception Critique

#### Saison 1
The Good Fight a été salué par la critique. Rotten Tomatoes a récompensé la première saison avec une note de 98% fondée sur les critiques de 55 critiques et une note moyenne de 8,18 / 10. Le consensus critique du site se lit comme suit : « Un début de bon augure pour CBS All Access, The Good Fight suit solidement son prédécesseur tout en permettant de nouveaux styles de narration, une portée narrative plus large et une chance pour son avance d'explorer de nouveaux territoires avec une lutte humaine relatable. » Sur Metacritic, la première saison a reçu un score de 80 fondé sur des critiques de 45 critiques, indiquant "des critiques généralement favorables".
Los Angeles Times a suggéré que les créateurs Robert et Michelle King « avaient toujours la magie de The Good Wife » et bien que The Good Wife "avait déjà [suivi] son cours" après que les saisons 6 et 7 aient reçu des critiques médiocres, "ils avaient juste besoin d'un nettoyage ardoise" pour leur permettre de continuer à extraire davantage d'histoires de cet univers fictif. De plus, contrairement à The Good Wife qui était centré sur la «tension romantique» et s'enlisait dans la vie amoureuse d'Alicia Florrick (Julianna Margulies), The Good Fight était considéré comme «rafraîchissant pour avoir dirigé l'histoire dans l'autre sens» car les relations ne sont «pas les points de l'intrigue qui animent l’histoire». The Good Fight est considéré comme un rare exemple réussi de spin-off d'une série télévisée, car d'autres séries télévisées contemporaines sont soit des redémarrages, soit des remakes.
Écrivant pour Vox.com, Emily VanDerWerff a salué l'utilisation habile de la série de thèmes politiques, commentant que si « The Good Wife était un commentaire sur «l'hypocrisie libérale» et la nature du compromis moral, The Good Fight se démarque comme une défense beaucoup plus sérieuse «des valeurs libérales », donnant à la série une «raison d'exister» convaincante. »

#### Saison 2
La deuxième saison a un taux d'approbation de 96 % sur Rotten Tomatoes, fondé sur 28 avis, avec une note moyenne de 9,43 / 10. Le consensus critique du site se lit comme suit : « En colère mais toujours amusant, The Good Fight élabore avec confiance les événements politiques actuels avec ses intrigues habilement fictives. » Sur Metacritic, la deuxième saison a reçu un score de 70 fondé sur les critiques de 5 critiques, indiquant des "critiques généralement favorables".

#### Saison 3
La troisième saison a un taux d'approbation de 96 % sur Rotten Tomatoes, fondé sur 23 avis, avec une note moyenne de 9/10. Le consensus critique du site se lit comme suit : « La troisième saison de The Good Fight ne tire aucun coup de poing, doublant le commentaire social tout en maintenant les délices sensationnels de l'émission pour créer l'un des meilleurs drames à la télévision. » Sur Metacritic, la troisième saison a reçu un score de 83 fondé sur les critiques de 8 critiques, indiquant "acclamation universelle".

#### Saison 4
La quatrième saison détient un taux d'approbation de 100 % sur Rotten Tomatoes, fondé sur 16 avis, avec une note moyenne de 9/10. Le consensus critique du site déclare: « The Good Fight reste en pleine forme avec une quatrième saison exagérée et complètement captivante qui joue sur les points forts de la série. » Sur Metacritic, la quatrième saison a reçu un score de 84 fondé sur critiques de 7 critiques, indiquant "l'acclamation universelle".

## Analyse
Le récit est parsemé de nombreux commentaires politiques et sociaux et propose une exploration de sujets d'actualité, comme l'émergence de l’alt-right, le mouvement #MeToo, le harcèlement en ligne et le phénomène des fake news.
Outre les difficultés liées à l'adaptation à une nouvelle vie et un nouvel environnement de travail, Diane, démocrate de longue date, est de plus en plus troublée par la politique de Donald Trump et les actions de son gouvernement. Ancienne employée de Diane, Lucca Quinn s'épanouit chez Reddick, Boseman et Kolstad, où elle ambitionne de devenir partenaire associée. Elle tente de trouver l'équilibre entre son travail et la relation amoureuse qu'elle entretient avec le procureur Colin Morello, qu'elle affronte régulièrement dans les tribunaux. Pendant ce temps, Maïa, la filleule de Diane, tente de faire démarrer sa carrière judiciaire, mais elle subit la pression du FBI, qui enquête sur son implication présumée dans le système de Ponzi monté par son père.
Tout comme The Good Wife, The Good Fight met en scène un grand nombre de seconds rôles, parmi lesquels une équipe récurrente d'avocats des parties adverses, de clients, d'agents de police, d'agents du FBI, de juges et de politiciens. Beaucoup sont incarnés par des acteurs de renom qui apparaissent en guest-stars.